# Гилде
Гилде (њем. Gielde) општина је у њемачкој савезној држави Доња Саксонија. Једно је од 37 општинских средишта округа Волфенбител. Према процјени из 2010. у општини је живјело 829 становника. Посједује регионалну шифру (AGS) 3158015.

## Географски и демографски подаци
Гилде се налази у савезној држави Доња Саксонија у округу Волфенбител. Општина се налази на надморској висини од 94 – 152 метра. Површина општине износи 9,1 km². У самом мјесту је, према процјени из 2010. године, живјело 829 становника. Просјечна густина становништва износи 91 становника/km².

## Међународна сарадња
| Мјесто      | Држава    | Врста сарадње | Од    |
| ----------- | --------- | ------------- | ----- |
| Монтелабате | Италија   | партнерство   | 1987. |
|             | Француска | партнерство   | 1994. |
| Извор       |           |               |       |